# NGC 2681
NGC 2681 (другие обозначения — UGC 4645, MCG 9-15-41, ZWG 264.26, ARAK 185, IRAS08500+5130, PGC 24961) — линзовидная галактика в созвездии Большой Медведицы. Открыта Уильямом Гершелем в 1790 году.
Галактика удалена на 17 мегапарсек, её звёздная масса составляет 4⋅1010 M⊙. Около 1 миллиарда лет назад в центральной области галактики происходила вспышка звездообразования.
Кроме балджа (обеспечивающего 33% светимости галактики) и диска, NGC 2681 обладает тремя барами и точечным источником излучения в центре. В центральных областях галактики наблюдается эмиссия типа LINER, вызванная наличием активного ядра. Масса сверхмассивной чёрной дыры в центре галактики может достигать 6⋅107 M⊙.
В рентгеновском диапазоне в галактике наблюдаются структуры, похожие на два спиральных рукава, но в оптическом и инфракрасном диапазоне подобного не обнаруживается. В центральных областях галактики наблюдается полярное кольцо.
Этот объект входит в число перечисленных в оригинальной редакции «Нового общего каталога».